# Gustav Ränk

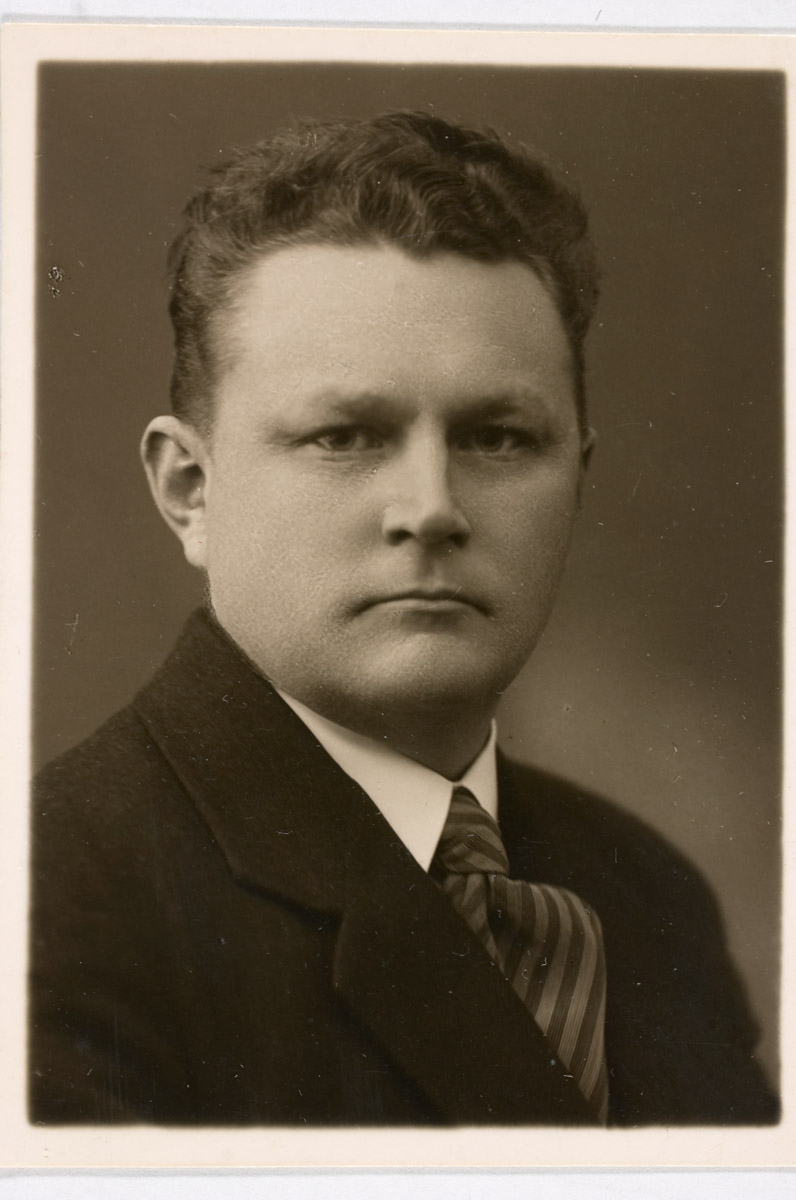
Gustav Ränk, 1938

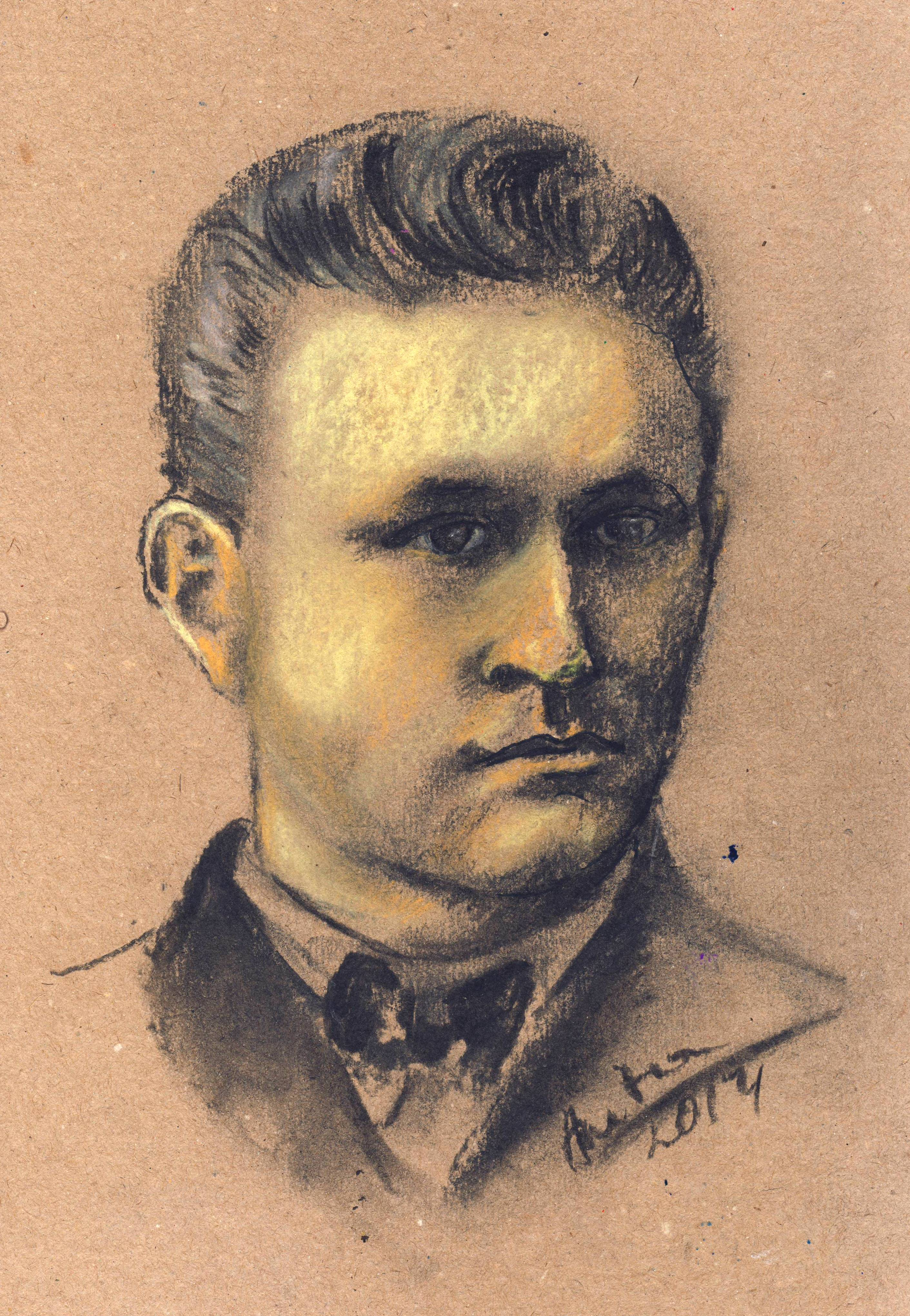
Gustav Ränk (Pastellzeichnung)

Gustav Ränk (* 5.jul. / 18. Februar 1902greg. im Weiler Orga des Dorfes Nõmme auf Saaremaa, Russisches Kaiserreich; † 5. April 1998 in Stockholm, Schweden) war ein estnischer Ethnologe, der über 50 Jahre seines Lebens in Schweden arbeitete und lebte.

## Leben
Ränk wurde in eine arme Kleinbauernfamilie hineingeboren. Seine Schulausbildung dauerte aufgrund der schwierigen wirtschaftlichen Lage seiner Familie länger, als bei anderen Gleichaltrigen. So konnte er sich erst 1925 an der Philosophischen Fakultät der Universität Tartu (deutsch: Dorpat) einschreiben und musste während des Studiums als Volksschullehrer in Dörfern in der Umgebung Tartus arbeiten und dort bis 1930 studieren. 1931 legte er das Magisterexamen ab, 1938 promovierte er.

## Wissenschaftliche Arbeit
Bereits als Student wurde Ränk durch seinen Fund eines Einbaums an einem der Zuflüsse des Emajõgi für die Ethnologie interessiert und erhielt eine Anstellung am Estnischen Nationalmuseum. In diesen Jahren erfolgten auch seine ersten Veröffentlichungen. Nach seinem Abschluss an der Universität vollendete er seine Thesen zum Mag. Phil. mit einem Thema über die Fischerei am Peipus-See. In den Folgejahren befasste er sich mit dem Peko-Kult bei den Setukesen im Südosten Estlands.
Ränk konnte neben seiner Tätigkeit am estnischen Nationalmuseum ein halbes Jahr an der Universität Helsinki studieren und machte sich durch Reisen durch die Skandinavischen Länder, Finnland, Lettland, Litauen und Deutschland mit dem dortigen Stand der Forschungen und den völkerkundlichen Museen vertraut. Seine Dissertation beruhte auf seinen intensiven Studien des Hausbaus auf seiner Heimatinsel Saaremaa in den Jahren 1935 bis 1938.
Ränk war seit 1934 Dozent an der Universität Tartu und wurde dort der erste estnische Professor für Ethnologie. In den Jahren des Zweiten Weltkriegs konnte er seine Lehrtätigkeit in Tartu unter schwierigen  Umständen fortsetzen, da das Land von deutschen Truppen besetzt war. 1942 und 1943 erforschte er in Ingermanland die Woten, einen finnisch-baltischen Volksstamm, dessen Kultur und Sprache in den 1940er Jahren wegen Überfremdung durch die russische Bevölkerungsmehrheit gefährdet war. Diese Gefahr besteht nach wie vor, unter anderem durch den weiteren Ausbau des Hafens in Ust-Luga am Finnischen Meerbusen.
1944 organisierte Ränk mit anderen Wissenschaftlern die Evakuierung und die Verstecke der Sammlungsbestände des Estnischen Nationalmuseums und der Universität, bevor er mit seiner Familie im Oktober 1944 mit dem Schiff nach Schweden floh. Durch Kriegsereignisse wurde das Hauptgebäude des Nationalmuseums bei einem Brand zerstört.
Ränk arbeitete seit 1944 in Schweden weiter als Forscher und als Dozent ab 1955 bis zum Jahre 1969 an der Universität Stockholm. Auch nach seiner Pensionierung veröffentlichte Ränk neben vielen wissenschaftlichen Artikeln mehrere Bücher zu Themen der Ethnologie.

## Ehrung
- Mitglied im Verein Studierender Esten (1980)
- Ehrendoktorat der Universität Tartu (1990)
- Orden des Staatswappens IV. Klasse (1998)

## Veröffentlichungen (Auswahl)
- 1934: Materiaale Peko. (Materialien zu Peko)
- 1934: Doktorarbeit: Peipsi kalastusest. (Die Fischerei auf dem Peipus-See), Õpedtatud Eesti Selts, Tartu
- 1935: Vana-Eesti rahvakutuur. (Altestnische Volkskultur), Serie: Elav Teadus (Lebendige Wissenschaft)
- 1938: Eesti nootkonddadest. (Von den Zugnetzgemeinschaften in Estland), Eesti Kalandus, 1937 Nr. 11–12, Kalanduskoda, Tallinn
- 1939: Rahvuslik kultuur väikerahva volemise alusena.(National Culture as the Basic Principle Underlying the Existence of Smaller Nations); Müüt ja ajalugu, ERK nr. 5, S. 30–36.
- 1939: Saarema taluehitised: Etnografiline uurimus. mit deutschem Referat: Die volkstümlichen Gebäude auf Saarema; Öpetatud Eesti Selts, Tartu
- 1949: Die heilige Hinterecke im Hauskult der Völker Nordosteuropas und Nordasiens. für die Folklore Fellows (FF); Helsinki, Suomalainen Tiedeakatemia Nr. 137,
- 1949 und 1951: Das System der Raumeinteilung in den Behausungen der nordeurasischen Völker. Institutet for folkslivsforskning, Stockholm
- 1960: Vatjalaiset. (Mit einer Zusammenfassung in deutscher Sprache: Über die Woten in Ingermanland), Helsinki, Soumalaisen Kirjallisuuden Seura (Finnische Literaturgesellschaft)
- 1962: Die Bauernhausformen im baltischen Raum. Marburger Ostforschungen, Band 17; Holzner, Würzburg
- 1966: Från mjolk till ost: drag ur den äldre mjölkhushållningen. mit deutscher Zusammenfassung (Von der Milch zum Käse..); Nordiska Museet, Stockholm, Nordiska Museets handlingar, 66.
- 1968: im Handbuch der Kulturgeschichte, Abt. 2, Kulturen der Völker, Die Kulturen der eurasischen Völker: Völker und Kulturen Nordeurasiens. mit Literaturangaben, Wiesbaden, Akademische Verlagsgesellschaft Athenaion
- 1969: Gegorene Milch und Käse bei den Hirtenvölkern Asiens. Helsinki, Suomalais-Ugrilainen Seura
- 1971:  Die älteren baltischen Herrenhöfe in Estland: Eine bauhistorische Studie. AB Lundquistka Bokhandeln, Uppsala
- 1973: in: Die Kultur Finnlands:  Völker und Kulturen Nordeurasiens. Sonderausgabe: Akademische Verlagsgesellschaft Athenaion, Frankfurt am Main, ISBN 3-7997-0130-3.
- 1981: Der mystische Ruto in der samischen Mythologie: Eine religionsethnologische Untersuchung. Stockholm studies in comparative religion; 21, Acta Universitatis Stockholmiensis, Almqvist und Wiksell, Stockholm, ISBN 91-22-00411-4.